# NGC 7537
NGC 7537 (другие обозначения — PGC 70786, UGC 12442, MCG 1-59-16, ZWG 406.28, KUG 2312+042, KCPG 578A) — галактика в созвездии Рыбы.
Этот объект входит в число перечисленных в оригинальной редакции «Нового общего каталога».
В галактике вспыхнула сверхновая SN 2002gd типа II, её пиковая видимая звездная величина составила 16,7.